# Советская улица (Брест)
Улица Советская (бывшая улица Домбровского, Миллионная и Полицейская улицы) — улица в Бресте. 

## Описание
Располагается в пределах исторического центра и является одной из главных достопримечательностей города. Берёт начало с улицы Орджоникидзе, пересекает проспект Машерова и выходит на набережную Франциска Скорины. На участке от Пушкинской улицы до проспекта Машерова является пешеходной. В народе носит неофициальное название «Брестский Арбат». На улице находится огромное количество торговых центров(«ТЦ Дидас Персия», «ТЦ Берестейский пассаж» и тд.), вечером на Советской проходят музыкальные вечера, каждый день фонарщик зажигает фонари, что является традицией города уже более 30 лет.

## История улицы
Ранее г. Брест располагался в пределах Брестской крепости. В 30-е годы XIX века граница города была отодвинута военными инженерами Российской империи ближе к востоку, включив в себя нынешнюю ул. Советскую. В конце XIX века — начале XX века улица имела 2 названия, в связи с разделением ее на 2 части: улицы Миллионную и Полицейскую. В 1919 году, после ухода кайзеровский войск, город начали контролировать поляки. Улицы Полицейская и Миллионная были объединены под названием Ежи Домбровского. Спустя 20 лет Западная Беларусь была присоединена к БССР, город оказался под властью Советов. По этой причине улица не могла называться именем польского офицера. Так впервые главная улица города приобрела название «Советская». Осенью 1941 во время Великой Отечественной войны город был присоединен к Рейхскомиссариату «Украина». Улица сначала была переименована в честь Тараса Шевченко, а в 1943 году — в Генералштрассе. В 1944 году с освобождением Бреста улице вернулось прежнее название «Советская», которое сохраняется неизменным.

## Достопримечательности улицы
1. Свято-Николаевская братская церковь
2. Памятник Тысячелетия Бреста
3. Кинотеатр «Беларусь»
4. Брестский фонарщик
5. Аптека № 3
6. Арт-объект «Пуговица фонарщика»[2]

## Транспорт
В связи с тем, что улица является пешеходной, движение общественного транспорта по ней запрещено.
- Ближайшая остановка к началу улицы — «Советская»

Автобус: № 3, 5, 7, 8, 11, 13(а), 21(а, б), 22, 23б, 24, 25, 34, 37(а), 38, 39б, 44а, 47
Троллейбус: отсутствует
- Ближайшая остановка к концу улицы «ЦУМ»

Автобус: № 6, 9, 11, 12(а), 15(а, б, в), 17, 20, 31
Троллейбус: № 1, 2, 3, 4, 8

Достопримечательности ул. Советской
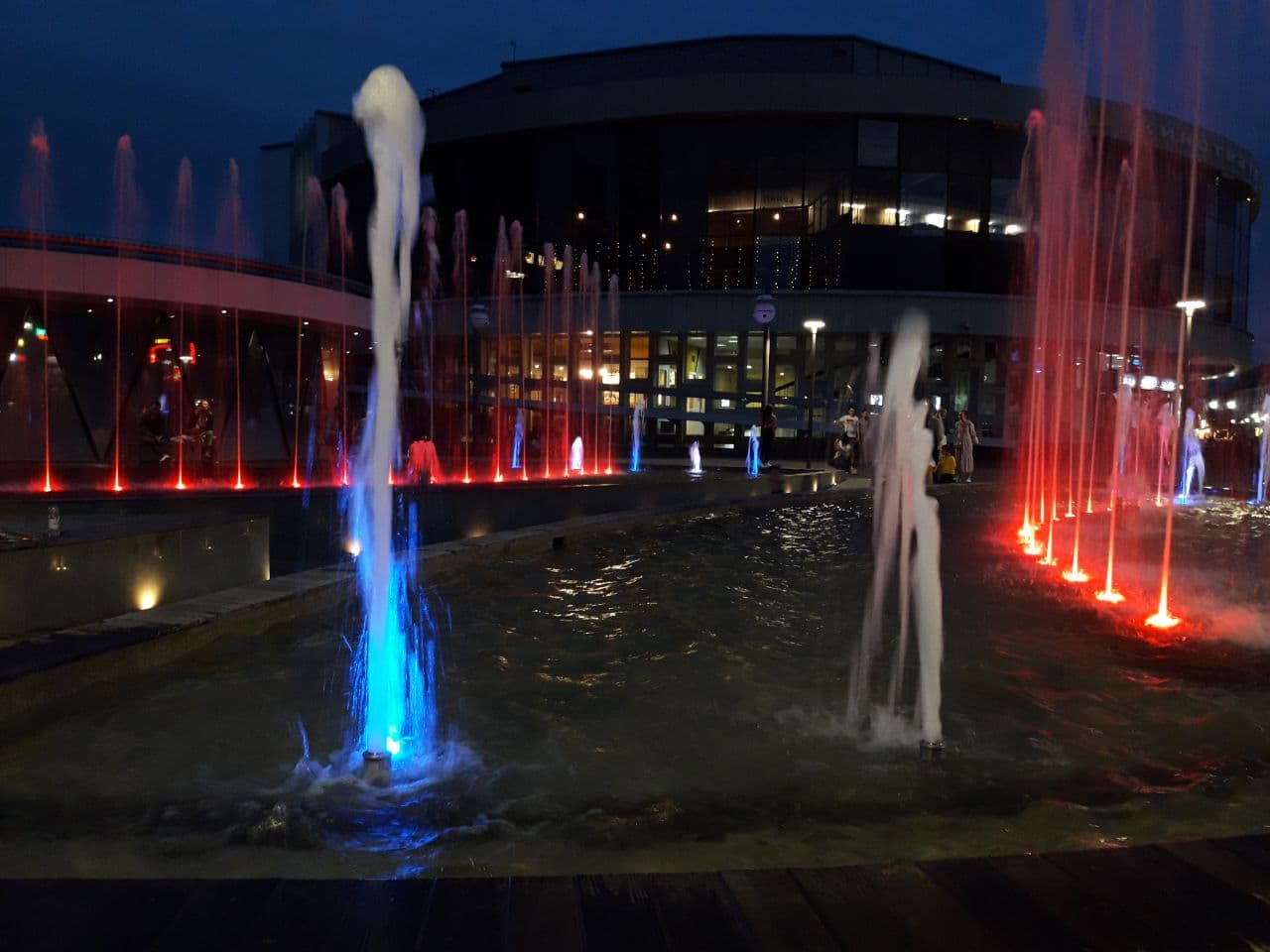
Фонтан на Советской
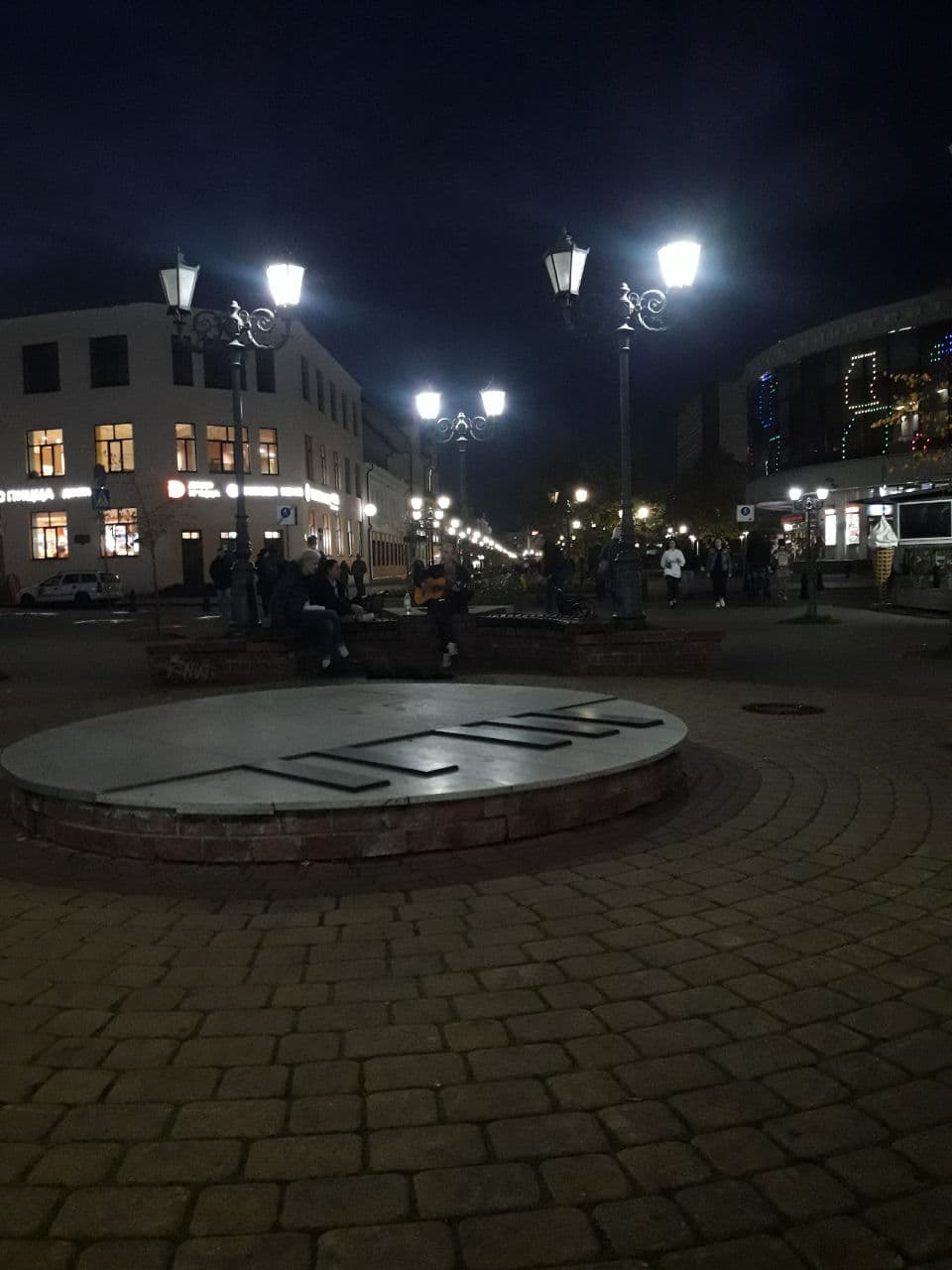
Уличные музыканты
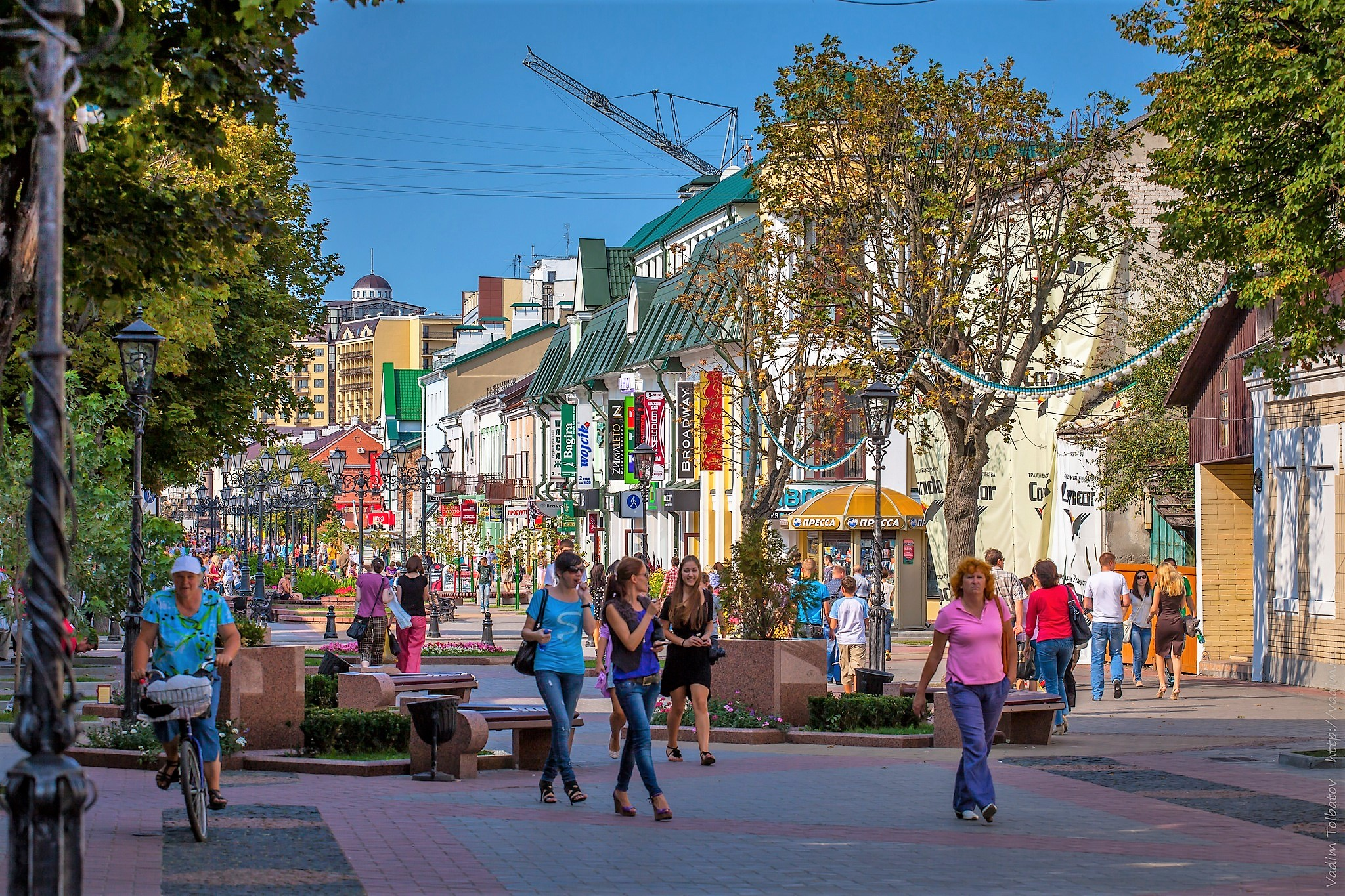
Советская
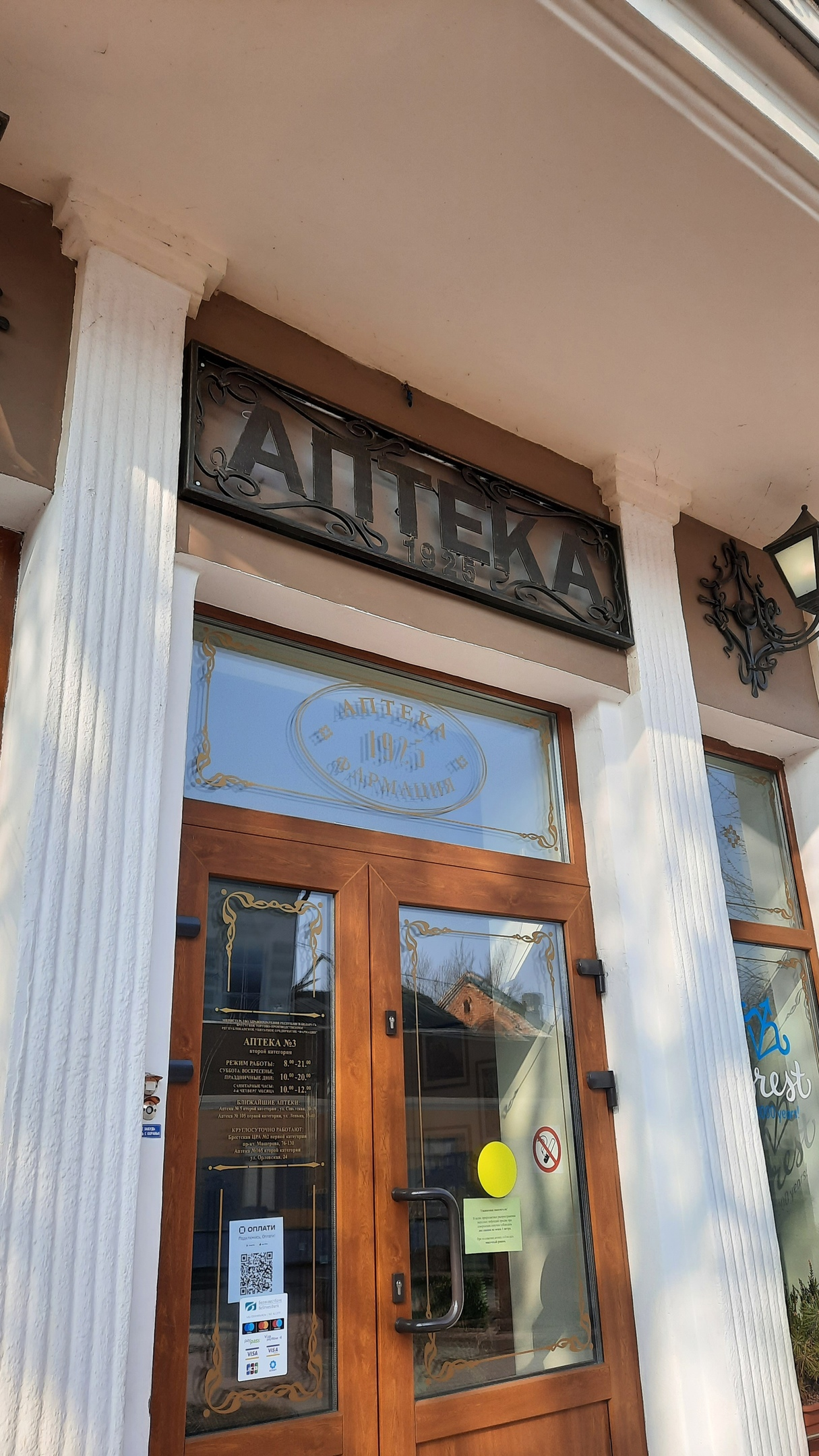
Аптека№13

## Источник
- Н.Н. Власюк. «Историческая топонимия Кобринского форштадта крепости Брест-Литовск XIX- XX веков и нынешних городских земель». — Брест, Беларусь: УО «БрГТУ», 2020.